# Castlewood (Dakota Południowa)
Castlewood – miasto w Stanach Zjednoczonych, w stanie Dakota Południowa, w hrabstwie Hamlin, położone nad rzeką Big Sioux.